# Задумкин, Сергей Николаевич
Задумкин Сергей Николаевич (1912, Вологда — 1977, Нальчик) — доктор физико-математических наук, профессор, заслуженный деятель науки РСФСР (1973) и КБАССР (1966), кавалер ордена Трудового Красного Знамени.

## Научная биография
Родился 10.09.1912 в деревне Метишино Вологодской губернии. Окончив семилетнюю сельскую школу, поступил в Вологодский педагогический техникум и параллельно работал учителем начальных классов. С 1933 по 1937 год студент вечернего отделения физико-математического факультета Вологодского пединститута и одновременно лаборант на кафедре физики. После окончания института оставлен ассистентом на кафедре физики.
Научным руководителем кандидатской диссертации С. Н. Задумкина был известный советский физик Э. В. Шпольский. Её тема была посвящена оптическим спектрам молекул. После успешной защиты, состоявшейся в 1948 г. в Москве, С. Н. Задумкин приехал в Нальчик и возглавил кафедру физики в педагогическом институте (с 1957 г. Кабардино-Балкарский государственный университет). Здесь С. Н. Задумкин возглавил исследования по теоретической физике. Основным направлением этих исследований была физика поверхностных явлений.
Впоследствии физическая школа, организованная в Нальчике С. Н. Задумкиным, стала широко известна научной общественности как в СССР, так и за рубежом. Благодаря фундаментальным исследованиям С. Н. Задумкина и его учеников, нальчикская школа физики поверхности вышла на передовые рубежи отечественной физики межфазных явлений, свидетельством которой явилось проведение I Всесоюзной конференции в 1981 году по физике, химии и механике поверхностей в Нальчике.
В 1954 г. в Кабардино-Балкарском университете была открыта аспирантура. Первыми аспирантами С. Н. Задумкина стали выпускники этого же года Хоконов Х. Б. и Эльмесов А. М. После разделения в 1967 г. кафедры теоретической и экспериментальной физики на кафедру теоретической физики и кафедру экспериментальной физики, С. Н. Задумкин возглавил кафедру теоретической физики. С 1974 г. и до конца жизни (1977 г.) С. Н. Задумкин заведовал кафедрой молекулярной физики, которая была выделена из кафедры теоретической физики. Исследования, выполненные под руководством С. Н. Задумкина, внесли значительный вклад в разработку важнейших проблем физики межфазных явлений в конденсированных фазах, а школа физики поверхностных явлений С. Н. Задумкина стала одной из ведущих научных школ в СССР в этой области.
В 1960—1968 годах Лаборатория реактивных двигателей NASA Jet Propulsion Laboratory для своих целей переводит на английский язык некоторые работы С. Н. Задумкина.
Умер 10 декабря 1977 года.

## Труды

### Диссертация
- Задумкин С. И. Исследование поверхностной энергии твердых тел и расплавов: Автореферат дис., представленный на соискание ученой степени доктора физико-математических наук / Моск. гос. пед. ин-т им. В. И. Ленина. — М.: Металлургиздат, 1963. — 17 с.[4]

### Некоторые статьи
1. Задумкин С. Н. Приближенный расчет поверхностного натяжения металлов. Доклады Академии наук СССР. Т1. 112, № 3. С. 453—456. 1957. (Перевод NASA 1968: S. N. Zadumkin. Approxymate Calculation of the surface tension of metals)
2. Задумкин С. Н. Поверхностное натяжение и теплота испарения металлов. (Перевод NASA 1960: S. N. Zadumkin. Surface tension and heat vaporization of metals)
3. Задумкин С. Н. Поверхностная энергия некоторых окислов, сульфидов и селенидов. (Перевод NASA 1963: S. N. Zadumkin. The surface energy of certain oxides, sulfides and selenides Архивная копия от 8 марта 2016 на Wayback Machine)
4. Дигилов Р. М., Задумкин С. Н., Кумыков В. К. Измерение поверхностного натяжения тугоплавких металлов в твердом состоянии.
5. Задумкин С. Н. Современные теории поверхностной энергии чистых металлов. // Поверхностные явления в расплавах и возникающих из них твердых фазах. Нальчик. 1965. С. 12-27.
6. Задумкин С. Н., Шебзухова И. Г. Приближенная оценка ориентационной зависимости поверхностной энергии и поверхностного натяжения металлического кристалла. // Физика металлов и металловедение. 1969. Т. 28. № 3. С. 434—439.
7. Задумкин С. Н., Шебзухова И. Г., Алчагиров Б. Б. Поверхностная энергия и работа выхода гладких граней металлического монокристалла. // Физика металлов и металловедение. 1970. Т. 80. В. 6 С. 1313—1315.
8. Алчагиров Б. Б., Задумкин С. Н., Коков М. Б. и др. О температурной зависимости поверхностного натяжения металлов. // Металлы. 1979. № 3. С. 81—84.

Всего С. Н. Задумкиным опубликовано более 90 научных работ.